# KolibriOS
Kolibri ou KolibriOS est un système d'exploitation léger et open source entièrement écrit en Assembleur.
Il a été formé à partir de MenuetOS en 2004 et suit maintenant une ligne de développement indépendante.

## Fonctionnalités
- multitâche, streams, exécution en parallèle des appels système
- Démarrage en quelques secondes à partir de différents périphériques ; NTFS et Ext2/3 également pris en charge. Peut être démarré à partir de Coreboot et Windows (Windows va fermer)
- Interface utilisateur graphique basée sur et optimisée pour VESA
- Le kit de développement : l'éditeur de code avec macro assembler (FASM) intégré
- La plupart des distributions sur une seule image disquette de 1.44 Mo

## Configuration requise
- Processeur compatible i586 requis
- 8 Mo de RAM[2]
- carte vidéo compatible VESA
- lecteur de disquette 1.44 MB 3.5", disque dur, clé USB ou lecteur de CD
- Le clavier et la souris (COM, PS/2 ou USB)

## Matériel pris en charge
- Les disques durs et certaines clés USB. les systèmes de fichiers pris en charge sont FAT12, FAT16, FAT32 (prise en charge des noms long), NTFS (partiellement, en lecture seule), ext2/ext3/ext4 (partiellement, en lecture seule), XFS (partiellement, en lecture seule) et CDFS
- Audio : support du codec audio AC'97 pour les processeurs Intel, nForce, nForce2, nForce3, nForce4, SIS7012, FM801, VT8233, VT8233C, VT8235, VT8237, VT8237R, VT8237R Plus et EMU10K1X chipsets
- Audio : support de Intel High Definition Audio pour certaines cartes mères
- Vidéo : AMD, ATI et Intel chipsets

## Branches de développement
- KolibriACPI : support de ACPI étendu
- KolibriNET : support du réseau étendu
- Kolibri-A : version Exokernel de KolibriOS optimisé pour les systèmes embarqués ; seuls quelques APU AMD sont actuellement pris en charge.